# オープンケース
オープンケースとは、冷蔵機能付きで、かつ、売場側に扉がなくオープンになっている陳列用什器のこと。
コンビニエンスストアでは、米飯（おにぎり・弁当）、パスタ、惣菜、デザート、パック飲料を陳列する什器として広く用いられている。
オープンケースには棚があるが、棚を手前に引き出せるタイプと、引き出せず固定されているタイプがある。棚を手前に引き出せるタイプは、納品や前陳する際に便利で作業効率が高まるので、採用例が増えている。